# Adesmia riograndensis
Adesmia riograndensis är en ärtväxtart som beskrevs av Miotto. Adesmia riograndensis ingår i släktet Adesmia och familjen ärtväxter. Inga underarter finns listade i Catalogue of Life.